# Eco-marathon

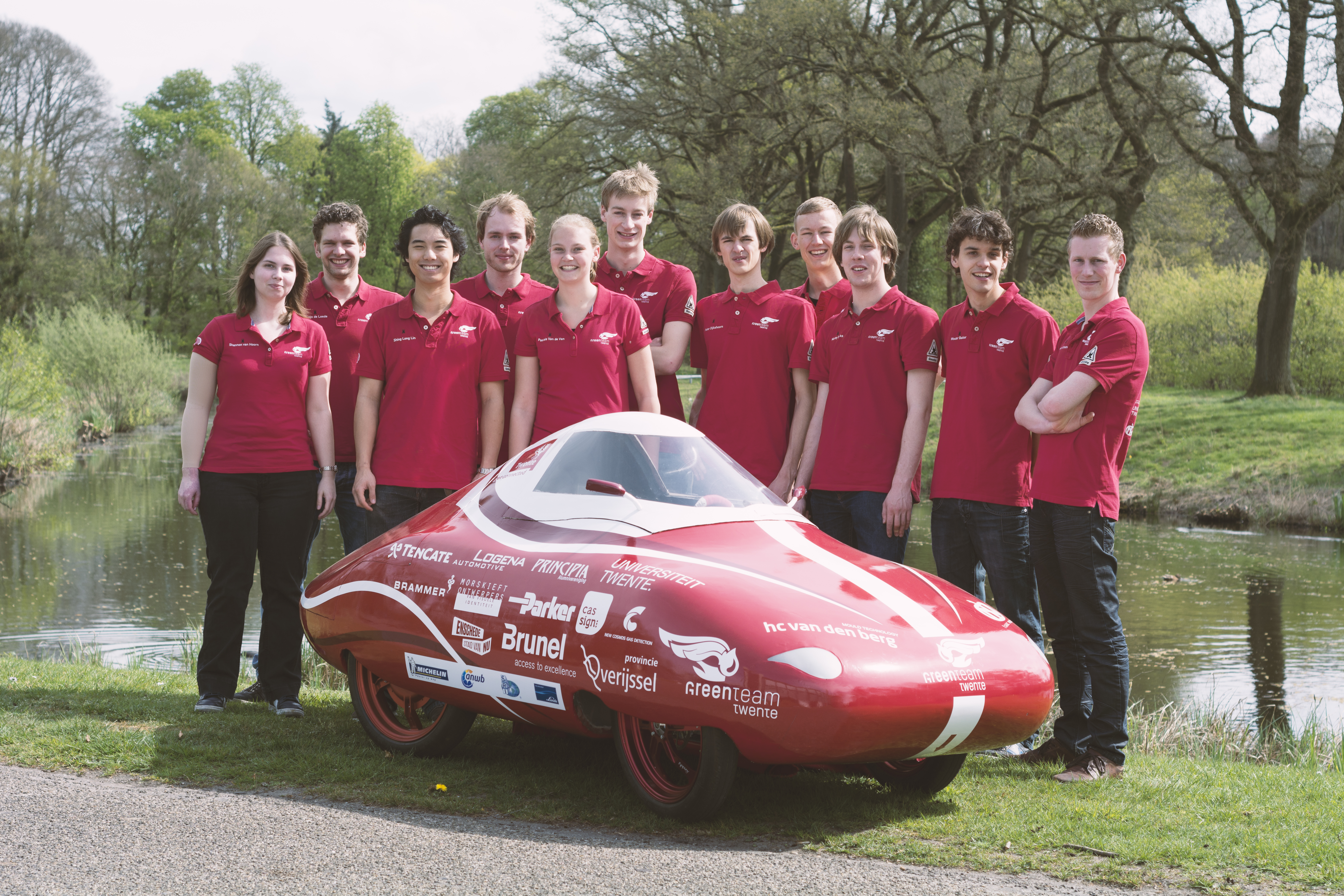
Deelnemers GreenTeam Twente in 2014

De Eco-marathon is een jaarlijkse competitie, die gesponsord wordt door Shell. De wedstrijd gaat niet om de snelheid maar om de efficiëntie van de voertuigen. Het is de bedoeling om een zo laag mogelijk verbruik per kilometer neer te zetten of beter een zo hoog mogelijk aantal kilometers te rijden op één liter benzine (Euro 95). Het huidige record is 3836 km (0,018 572 liter per 100 km), gevestigd in 2005 door het Zwitserse team Pac-Car II van de universiteit ETH Zürich. Ter vergelijking: een hybride auto verbruikt een kleine 5 liter per 100 km.
Naast benzine worden er ook andere energiebronnen gebruikt zoals:
- batterij (elektrisch)
- cng
- diesel
- waterstof via een brandstofcel

Bij deze brandstoffen wordt het resultaat uitgedrukt in benzine-equivalent. Dit wil zeggen dat men eerst kijkt hoeveel je van je eigen brandstof verbruikt hebt en daarna wordt dit omgerekend. Mocht je voertuig op benzine rijden dan zou het de afstand afgelegd hebben die op het scorebord verschijnt.
Ook zijn er twee klasses. Er is de Urban-Concept en de prototype klasse. De prototype klasse zijn de oorspronkelijke deelnemers aan de Shell Eco-marathon. Dit zijn meestal zeer futuristische voertuigen waar de bestuurder in ligt. De Urban-concept cars lijken al een meer op gewone voertuigen. Dit wil zeggen dat de piloot rechtop moet zitten, het voertuig moet van lichten voorzien zijn, vier wielen hebben.

## Geschiedenis
Shell, wereldwijd een van de belangrijkste spelers in de oliemarkt, is reeds jaren geleden begonnen met onderzoek om het verbruik van de consument in te perken, en op zoek te gaan naar alternatieven. Deze filosofie komt samen met de nut en noodzaak van Shells Eco-marathon.
“De Eco-marathon is een project van Shell. Shell ziet de wedstrijd als een platform voor jongeren om te experimenteren met duurzame energie. Snelheidsrecords zijn onbelangrijk bij de Eco-marathon. Centraal staan duurzame mobiliteit, milieubewustzijn en betaalbare alternatieven voor huidige fossiele brandstoffen. Het evenement is daarnaast een klassieke proeftuin waarin studenten hun research kunnen demonstreren en technische innovaties etaleren. Een ontmoetingsplek voor aankomende technici en ingenieurs waar ze elkaar kunnen inspireren en van elkaar kunnen leren. Ten slotte kunnen hun resultaten en ervaringen ook andere jongeren inspireren tot het kiezen van een technische studie en beroep”  (bron: Shell)
De oorsprong van het concept van ‘zo ver mogelijk rijden met zo weinig mogelijk brandstof’ gaat ver terug in de tijd. Al in 1930 lanceerde het Shell-laboratorium in het Amerikaanse Illinois het idee van een ‘fuel economy’-competitie. Pas in 1977 werd het idee concreet uitgewerkt in de vorm van een wedstrijd. In dat jaar werd niet in de Verenigde Staten, maar in Groot-Brittannië de Shell Mileage Marathon georganiseerd. De voorloper van de Eco-Marathon in haar huidige gedaante.
De eerste Shell Eco-Marathon werd in 1985 gehouden op het Paul Ricard-circuit in Le Castellet in Frankrijk. Twintig teams verschenen aan de start en de winnaars uit Zwitserland wisten omgerekend 680 kilometer op één liter benzine te rijden. In 2000 verhuisde het evenement naar het Paul Armagnac-circuit in Nogaro. Daar vestigden in 2005 wederom Zwitserse deelnemers het huidige record van 3836 kilometer in de klasse ‘prototypes’.
Sinds 2003 is een nieuwe klasse toegevoegd aan de race; ‘Urban Concept’. In deze klasse moeten de voertuigen ‘lijken’ op auto’s voor normaal weggebruik. Grootte van het voertuig, een ruime zitpositie, verlichting en een claxon zijn verplicht voor auto’s in deze klasse. Een Deens team heeft daarbij in 2006 een verbruik gehaald van 810 km op 1 liter euro 95. In 2007 is de ‘raceformat’ aangepast door toevoeging van ‘stop-and-go’s’. Hierdoor is het verbruik van de voertuigen toegenomen.

## Nederlandse deelnemers in 2007
In 2007 deden voor het eerst vier Nederlandse teams mee aan de race:
- The Hydro Cruisers

Team van combinatie van de Haagse Hogeschool en de Technische Hogeschool Rijswijk, rijdend in de klasse 'UrbanConcept', deze hebben de Shell Eco Marathon 2007 gewonnen in de Urban-Concept Klasse waarbij een verbruik werd gehaald van 557 kilometer op (omgerekend) één liter brandstof (brandstofcel op waterstof).
- Eco-Runner Team Delft

Team van de TU Delft, rijdend in de klasse 'Prototype', deze hebben met hun 'Eco-Runner I' deelgenomen en een verbruik gehaald van 379 kilometer op één liter brandstof met een verbrandingsmotor. Eco-Runner Team Delft heeft ook deelgenomen aan de UK Shell Eco-marathon en daar heeft Ecorunner I een afstand van 557 km/l gehaald.
- Team Phidippides

Team van de Hogeschool Rotterdam, rijdend in de klasse 'Prototype', deze hebben de wedstrijd in 2007 niet kunnen uitrijden, door technische problemen en hadden ook de pech dat de eerste bestuurster door een zonnesteek noodgedwongen in bed moest blijven liggen.
- The Dutch Painters

Het team van de middelbare school Hofstad Lyceum, in samenwerking met Young-Shell. Rijdend in de klasse 'Prototype'. Zoals de team-naam al zegt had dit team een thema, en was de auto (de Victorie Boogie Woogie) in de kleuren van Mondriaan. Hiermee werd in 2007 de derde prijs van het Design gewonnen.

## Nederlandse deelnemers in 2008
In 2008 gaan mogelijk zes Nederlandse teams deelnemen. Uitsluitsel vanuit de race-organisatie wordt pas begin februari gegeven:
- The Hydro Cruisers

Team van combinatie van de Haagse Hogeschool en de Technische Hogeschool Rijswijk, deze gaan een totaal nieuw voertuig ontwikkelen om daarbij hun huidige 'wereldrecord' te verbeteren en ambiëren daarbij een verbruik van 848 kilometer op één liter brandstof.
- Eco-Runner Team Delft

Team van de TU Delft, zijn momenteel bezig met een compleet nieuw ontwerp.
- Team Phidippides

Team van de Hogeschool Rotterdam, deze gebruiken hun huidige voertuig met toevoeging van een nieuwe brandstofcel op waterstof.
- The Dutch Painters

Het team van de middelbare school Hofstad Lyceum, in samenwerking met Young-Shell. Reed in Frankrijk 316 kilometer op 1 liter brandstof, een verbetering van 58 kilometer ten opzichte van het jaar ervoor.
- Triple-X

Team van het Damstede college uit Amsterdam.
- LeekBurners

Team van de rsg de Borgen, Locatie Lindenborg. Leerlingen, medewerkers van de NAM en docenten gaan meedoen in de categorie Urban Concept.
- Team Green
- Microjoule
- Trinity School Racing
- Aemval

## Belgische deelnemers in 2019
Momenteel is er één Belgisch team dat deelneemt aan de wedstrijd.
- Thomas More Eco Drive Team

Team van Thomas More Campus De Nayer. Deelname met de TMUC 5 (Thomas More Urban Concept-wagen) ontworpen door het team van 2018.
Het team bestaat uit drie hogeschool-studenten, waarvan twee in Ontwerp- en Productietechnologie en één in Autotechnologie.
In 2019 slaagde dit team er in om 119 km te rijden met 1 liter benzine en hier mee eindigde zesde in de uitslag.